# Alessandro Renica
Alessandro Renica (né le 15 septembre 1962 à Anneville-sur-Mer, dans le département de la Manche, en Basse-Normandie) est un footballeur italien. Il jouait au poste de défenseur.

## Biographie

### Carrière de joueur
Il joue 164 matchs en série A italienne, dont 161 comme titulaire, et marque 11 buts.

## Palmarès
- Vicenza
  - Vainqueur de la coupe de Série C en 1982.

- Sampdoria
  - Vainqueur de la coupe d'Italie en 1985.

- SSC Naples
  - Vainqueur de la coupe de l'UEFA en 1989.
  - Champion d'Italie en 1987 et 1990.
  - Vainqueur de la coupe d'Italie en 1987.
  - Vainqueur de la supercoupe d'Italie en 1990.